# Château de Léhélec
Le château de Léhélec est une demeure construite au XVIIe siècle par Jean Le Mintier, seigneur de Léhéléc, page de la maison du roi Louis XIV. Il est situé sur la commune de Béganne, dans le département du Morbihan.

## Historique
Le château de Léhélec a été construit vers l'an 1660 par Jean Le Mintier, seigneur de Léhélec, qui était l'un des cent pages de la maison du roi.
C'est un château de style Louis XIII ; ce qui frappe d'abord c'est l'aspect rosé des pierres tirées des carrières voisines de schiste ferrugineux de Béganne ; l'entourage  des portes et fenêtres est fait avec du granit de Péaule et le tout est adouci par la blancheur du tuffeau, pierres également utilisées pour les lucarnes. Au fronton nord on voit les armes des Le Mintier qui se lisent « de gueules à la croix engrêlée d'argent » et celles des Bocan de Léhélec qui se lisent « d'azur à une bande d'argent chargée de trois croissants de sable et accompagné de deux trèfles d'or ».
À l'intérieur, François Le Mintier, « marquis » de Léhélec, colonel de la garde à cheval de Louis XVI, a fait faire une rampe d'escalier remarquable, dont on dit que le roi, parfait connaisseur en ferronnerie, aurait fait des rectifications sur le plan que lui avait présenté son colonel.
L'ensemble est inscrit à l'inventaire des  monuments historiques depuis le 4 octobre 1966 et est ouvert à la visite.
On vient de découvrir à Léhélec une stèle et un tumulus (tombe) vénètes, datant de 500 ans av. J.-C.

### Propriétaires
Ce château est toujours resté dans la famille Le Mintier.
Léhélec, anciennement tenue par la famille de La Touche devient la propriété des Bocan de Léhélec au XVIe siècle qui construisirent en 1554 un petit manoir.
En 1578, Marie Bocan, la dernière descendante des seigneurs de Léhélec, épouse François Le Mintier, gouverneur de Redon.
Ils habitaient alors le manoir qui existe toujours actuellement.
La famille Le Mintier, famille de la noblesse de Bretagne, remonte sa noblesse au XVe siècle sur preuves de 1440. Elle est à ce jour toujours propriétaire du château. Elle est originaire de Moncontour (Côtes-d'Armor) où elle possédait des seigneuries dont le château des Granges en Henon. À cette famille appartient Augustin-René-Louis Le Mintier, évêque de Tréguier de 1780 à 1790.

### Armoiries
Les armes des Le Mintier sont : « De gueules à la croix engrêlée d'argent ». On peut noter la présence de la couronne du marquis ainsi que celle de deux lions (constituant les supports des armes Le Mintier). La légende présente sur les armoiries est la suivante : "Deus Meus, omnia sunt" signifiant « Mon Dieu est mon tout ».

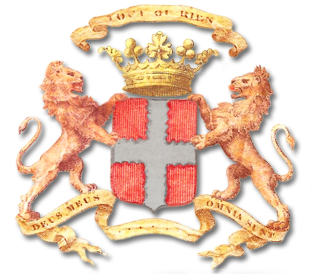
Armoiries de la famille Le Mintier.